# Ґунфу
Ця стаття стосується терміна «ґунфу». Бойові мистецтва Китаю, які часто є синонімом цьому терміну, описані в статті Китайські бойові мистецтва.
Ґунфу́ або ку́нг-фу́, кунгфу́, кунфу́, кун-фу́ (кит. 功夫, пін. gōngfu, англ. kung fu / kungfu) — китайський термін, часто використовуваний за межами Китаю у значенні «китайські бойові мистецтва». Його оригінальне значення є дещо відмінним та означає майстерність у будь-яких галузях, — необов'язково військових чи бойових.

## Історія
Згідно з легендою про засновника дзен-буддизму, ченця на ім'я Бодхідхарма, систематичне ґунфу має свої корені в Індії. Цей чернець (у Китаї відомий як Дамо, або Да Мо) подорожував з Індії до Китаю близько 500-го року н. е. Вважається, що він відвідав шаолінських ченців у провінції Хенань та вразив їх своєю майстерністю в медитації. Таємниця полягала у фізичній силі та дисциплінованості, яких, на думку Дамо, не вистачало ченцям. Він почав навчати їх вправам, створеним для зміцнення тіла та витривалості. Згідно з легендою, Бодхідхарма досягнув такого рівня контролю над своїми силами, що самим поглядом міг зробити отвір у стіні протягом декількох років медитації. Ченці використали індійські вправи і почали вчитися у багатьох мандрівників, що тимчасово зупинялися в монастирі, та у воєначальників, які залишали службу і ставали ченцями. Протягом століть ґунфу ченців ставало швидшим, сильнішим та витонченішим, ніж будь-що, досягнуте поза межами Шаолінського монастиря. Поступово їхнє мистецтво викликало захоплення в усьому Китаї. Тому й уважається, що саме Бодхідхарма розповсюдив чань (дзен-буддизм) у Китаї та надихнув шаолінські методи ґунфу.
Термін ґунфу не був популярним до ХХ-го століття. У зв'язку з цим, він лише зрідка зустрічається у стародавніх текстах. Уперше термін згадується в західному світі французьким єзуїтом-місіонером на ім'я Жан Жозеф Маріі Аміо у звіті, який був маловідомий іншими мовами до пізніх 1960-х років; термін ґунфу став популярним завдяки фільмам з бойовими мистецтвами, особливо фільмам із Брюсом Лі та пізніше, телевізійному серіалу Ґунфу. До того часу, переважно використовувалася назва «китайський бокс». 

## Переклад та використання
Оригінальне значення терміна ґунфу є суттєво іншим та його важко перекласти однозначними еквівалентами західних мов. Коротко, ґунфу (功夫) означає «досягнення завдяки великим зусиллям» або, наприклад, «гідність», «професіоналізм». Фраза ґунфу поєднує ієрогліфи 功 (ґун), що означає «досягнення» або «заслуга», та 夫 (фу), що означає «людина, чоловік, майстер». Оскільки в мандаринській китайській мові у поєднанні двох слів «першого тону», які як ґун gōng та фу fū, друге слово часто вимовляється нейтральним тоном ([gōngfu]); це відповідає українському наголосу на першому складі: ґу́нфу.
Практика ґунфу передбачала вивчення та вдосконалення майстерності, неважливо, з чого саме проводилися тренування. Можна сказати, що ґунфу людини є добрим у кулінарії або каліграфії. Під тим, що людина володіє ґунфу в якійсь галузі, розуміється, що ця людина наполегливо і довго працювала для цього. Людина ж із «поганим ґунфу» просто не доклала достатньо зусиль та часу для осягнення певної галузі, або, можливо в неї не було мотивації, щоб досягти високого рівня. У назві чайної церемонії Ґунфу Ча це слово відповідно вказує на витонченість та складність останньої.
Незвичайне перекручення змісту сталося сьогодні серед програмістів та хакерів, де частина фу трансформувалася у суфікс, який означає досягнення високого професіоналізму. Наприклад, термін скріпт-фу може бути застосований до складних скріптів. Невідомо, чи це свідомо базувалося на оригінальному значенні терміна ґунфу, чи це є простою грою словами на західному, менш широкому значенні цього терміна.
Ієрогліфи ґунфу (功夫) у японській мові зберігають наближення до їхнього китайського прочитання та вимовляються «канфу» (яп. カンフー). Китайські бойові мистецтва у загальному називають як тюґоку кен (中国拳) або тюґоку кемпо (中国拳法), що буквально перекладається як, відповідно, «китайський кулак» та «перший закон Китаю». (Кемпо є узагальненим терміном для мистецтв китайського походження, що використовують удари).
У корейській мові термін ґунфу також використовується у сенсі китайські бойові мистецтва, хоча корейське слово, яке звучить подібно (гунбу, 공부), означає «навчання».

## Філософія
Елементи для досягнення ґунфу:
- Мотивація;
- Самодисципліна;
- Час.

Мотивація є базовою рушійною силою. Це означає, що справа стосується як зацікавленості, так і волі. Людина, яку примушують щось робити немає правдивого рушія. З другого боку, мотивована людина зацікавлена у навчанні: вона має мету.
Важливо відмітити різницю між різними типами мотивації: людини може мати мотив щось робити, оскільки інакше її можуть покарати. Гроші також можуть бути мотивацією, оскільки людина знає, що робота дасть їй гроші. Однак мотивація ґунфу виходить із зацікавленості та внутрішнього бажання вчитися та розвиватися, коли мета не є зовнішнім зиском, таким як уникнення покарання або заробляння грошей, але внутрішнім, —  з винагородою у вигляді знання, майстерності, сили та мудрості. Така мотивація може надихатися, а не контролюватися іншими людьми.
Самодисципліна близько пов'язана з мотивацією, але стосується зусиль та терпіння, які вимагаються для того щоб щось зробити та подолати перешкоди, які можуть з'явитися на шляху до цілі. Хоча мотивація є ментальним станом бажання щось зробити, дисципліна необхідна для того, щоб мотивація запрацювала. Людина може дуже сильно хотіти щось зробити, але її дисципліни може бути недостатньо. Без цього мотивація нічого не дасть.
Це правда, що компетентний інструктор може допомогти людині вимагаючи дисципліни та допомагаючи цій людині подолати перешкоди. Однак, такий спосіб не може тривати довго та зрештою, він повинен завжди переходити у те, що людина повинна діяти самостійно.
Час є ключовим для знаходження мотивації, виховання самодисципліни та, нарешті, самого досягнення мети за їх допомогою. При цьому, мотивація та самодисципліна є важливими у забезпеченні прагнення людини використати цей час на здійснення їй мети з певними пріоритетами.
На пізніх стадіях, коли мотивація та самодисципліна вже стали невід'ємною частиною життя людини, важливо не зупинятися у використанні часу для практики. Стародавні китайські філософи та майстри бойових мистецтв вважали час найціннішим надбанням життя людини, оскільки час замінити неможливо. Людина може найкраще використати свій час та прожити довге та плідне життя, якщо вона знайде те, що їй цікаво та вкладе зусилля та час у кожну свою дію.

## Інтернет-ресурси
- Федерація кунгфу України [Архівовано 22 жовтня 2017 у Wayback Machine.]
- Facebook
- Сайт Мастера Ю Бо (укр.)
- Блог о одном из стилей гунфу: вин чун (рос.)